# Anders Indset

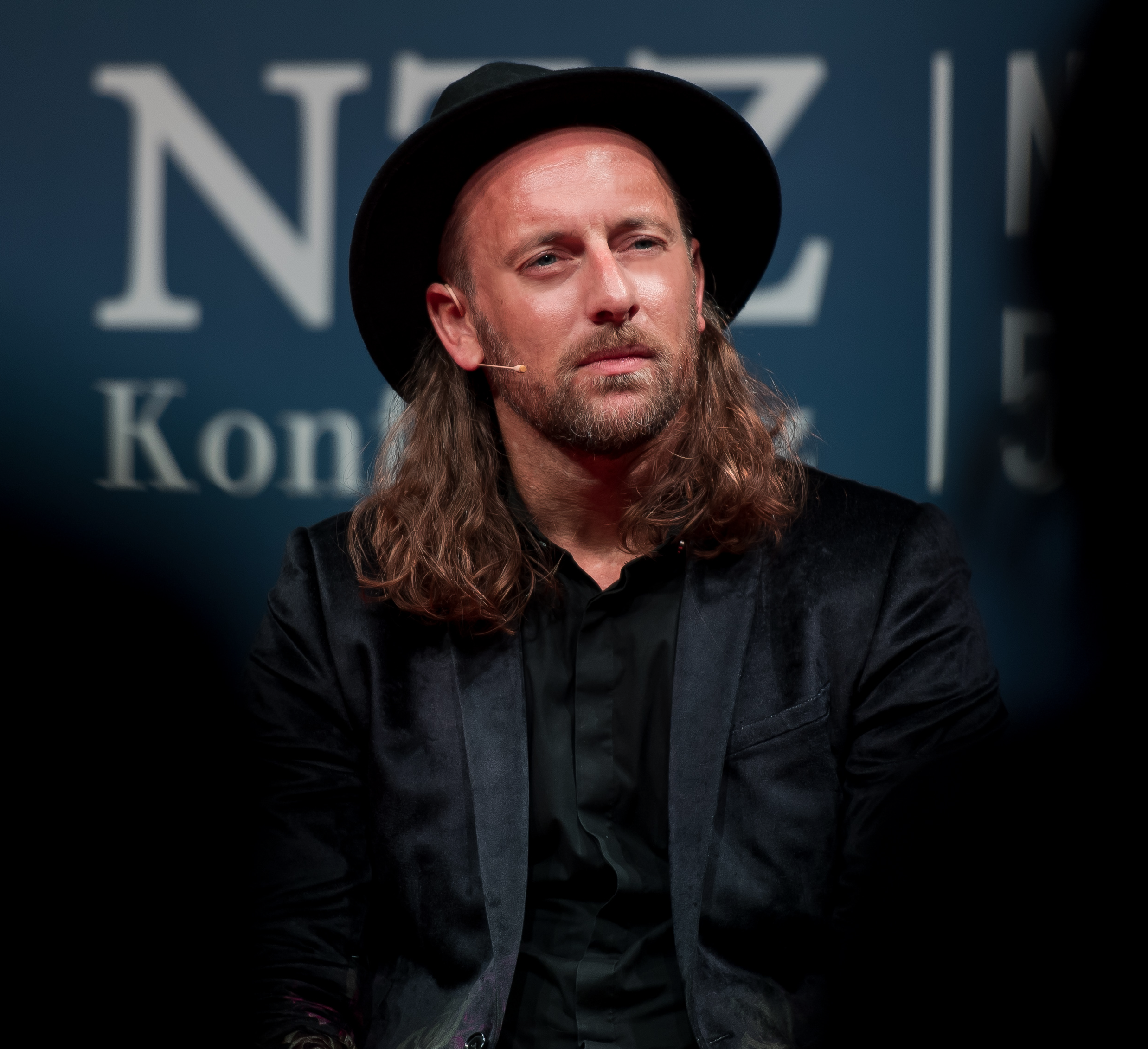
Anders Indset (2017)

Anders Indset (* 11. April 1978 in Trondheim) ist ein norwegischer Autor, Unternehmer und ehemaliger Handballspieler.

## Leben
Indset wuchs im norwegischen Røros auf. Mit 17 Jahren ging er für eineinhalb Jahre in die Vereinigten Staaten und machte dort seinen High-School-Abschluss. Nach Abbruch eines Studiums an der BI Norwegian Business School in Oslo kam Indset nach Deutschland, nach eigenen Angaben, um die deutsche Sprache zu lernen und die Deutsche Philosophie in ihrer Muttersprache im Selbststudium zu lesen. In Deutschland gründete er mit einem Partner eine Werbeagentur, die zunächst in Frankfurt am Main und ab 2007 in Salz ist. Indset war als Leistungssportler im Handball aktiv und spielte in der norwegischen Jugendnationalmannschaft und in der norwegische Juniorennationalmannschaft. Ab 2000 spielte er in Deutschland für den Verein HSC Bad Neustadt und ab 2003 für TV Gelnhausen, davon zwischen 2003 und 2007 in der 2. Handball-Bundesliga.
Indset lebt in Frankfurt am Main und ist verheiratet sowie Vater von zwei Töchtern.

## Wirtschaftliche Tätigkeit
2012 gründete er eine Firma für Weiterbildung, die seit 2019 unter dem Namen Global Institute of Leadership and Technology (GILT) Leadership-Seminare und Weiterbildung für Führungskräfte anbietet. Fünf Jahre danach trat er eine Tätigkeit im Aufsichtsrat des German Tech Entrepreneurship Centers (GTEC), einem Gründerzentrum zur Förderung von Unternehmertum und Technologie, an. Im Jahr 2019 trat Indset eine Rolle im Verwaltungsrat der Terra Quantum AG an. Er gehört seit 2020 neben dem von Klaus Hommels gegründeten Venture-Capital-Fonds Lakestar zu den frühen Investoren des Unternehmens. Indset ist außerdem Gesellschafter und Vorstandsvorsitzender des 2022 gegründeten Wagniskapital-Unternehmens Njordis AS, das unter anderem Initiator eines Projekts zur Bereitstellung von Wissen über die Blockchain-Technologie ist (Global Blockchain Initiative).

## Bücher und publizistische Tätigkeit
Sein erstes deutschsprachiges Buch Quantenwirtschaft zog im Mai 2019 auf Platz 7 der Spiegel-Bestsellerliste ein. Im Juli erreichte es Platz 1 der monatlich veröffentlichten Manager-Magazin-Bestsellerliste der meistverkauften Wirtschaftsbücher. Nach Quantenwirtschaft waren die Entdeckungen Kopernikus’, Darwins und des Unbewussten in der Psychoanalyse durch Freud narzisstische Kränkungen des Menschen, denn sein herausgehobenes Selbstbild wurde mit diesen Paradigmenwechseln hinterfragt. Ähnlich sei es heute mit der rasanten Entwicklung von exponentiellen Technologien, Quantencomputern und Künstlicher Intelligenz. Diese letzte narzisstische Kränkung könnte den Menschen überflüssig machen, ihn zumindest seiner Fähigkeit berauben, das eigene Schicksal selbst zu gestalten. Mit „Quantenwirtschaft“ plädiert Indset für eine Gesellschaft des Verstandes als Ausweg. Die Fragen des Menschseins und der Kreation bleiben in ihr unbeantwortet, der Menschheit gelänge jedoch eine Antwort auf die Frage, welche Zukunft und welcher Fortschritt erstrebenswert sind.
Sein 2017 auf Englisch und 2019 auf Deutsch erschienenes Buch Wildes Wissen zog im September auch in die Spiegel-Bestsellerliste auf Platz 10 ein. Das Buch wurde ebenfalls auf Norwegisch und Koreanisch veröffentlicht.
Sein Buch Das infizierte Denken zog 2021 auf Platz 9 in die Hardcover Sachbücher Bestsellerliste ein. In diesem Werk veröffentlichte er die Philosophie von „Enkelfähig“ als eine neue Definition vom Unternehmertum im 21. Jahrhundert. Der Mischkonzern Haniel und deren CEO Thomas Schmidt haben diese Philosophie zur Grundlage ihres unternehmerischen Handelns gemacht.
Im Dezember 2022 veröffentlichte Indset zusammen mit Florian Neukart, Markus Pflitsch und Michael R. Perelshtein auf arXiv eine Studie, die sich mit Möglichkeiten zur Überprüfung der Simulationshypothese von Nick Bostrom befasst. Die Autoren schlagen auf Basis einer Reihe von Beobachtungen, Einschränkungen sowie der absehbaren Verfügbarkeit von Quantencomputern Experimente vor, um diese Hypothese zu testen. Dazu gehören die Entstehung von intelligentem Leben und dessen Verhalten, eine Umkehrung der globalen Entropie, eine Verdichtung der Dimensionen oder die Entwicklung von Simulationen entlang einer Simulationskette. Gemeinsam mit Neukart veröffentlichte er 2023 einen weiteren Aufsatz, der sich mit der Nexus Ontology Theory befasst.
Für das Handelsblatt verfasste Indset 2018 und 2019 Kolumnen.

## Auszeichnungen
2018 wurde Indset von Thinkers50, einer Nachrichten- und Rankingseite zu globalen Wirtschaftsthemen, auf den Radar 2018 aufgenommen. Zudem wurde er im Juli und August 2018 als „Thinker of the Month“ geehrt und für sein Buch The Quantum Economy 2019 für den Breakthrough Idea Award nominiert.

## Rezeption
Indset bezeichnet sich selbst als Wirtschaftsphilosoph. Seine eigene Homepage lautet auf wirtschaftsphilosoph.com. In den Medien wurde diese Selbstzuschreibung wiederholt übernommen. Der deutsche Management-Professor Karlheinz Schwuchow bezeichnete Indsets Konzepte und Prognosen als hervorstechend und „Must-read“. Dabei zog er einen Vergleich zum irischen Wirtschafts- und Sozialphilosophen Charles Handy. Indsets Positionen werden auch über den deutschsprachigen Raum hinaus medial aufgegriffen. Im Heft 5/2019 des Harvard Business Managers wurde Indsets Buch Quantenwirtschaft als Empfehlung der Redaktion vorgestellt.
In seiner Rezension von Quantenwirtschaft bei Deutschlandfunk Kultur meinte Ernst Rommeney, dass das Neue von Indsets Ansatz vage bleibe, insbesondere, wie „das Denken der neueren Physik helfen könnte, Politik, Wirtschaft und Gesellschaft radikal zu verändern“. In seiner Rezension von Quantenwirtschaft bei Spektrum.de wirft Lars Jaeger Indset mangelnde Seriosität vor. Mit dem Begriff „Quantenwirtschaft“ setze Indset eine lange Tradition von pseudowissenschaftlicher Esoterik fort, von Quantenphysik verstehe er wenig. Auf die im Untertitel gestellte Frage, was nach der Digitalisierung komme, gebe Indset keine Antwort. Zudem bemängelt Jaeger zahlreiche sachliche Fehler, Ungenauigkeiten, Falschzitate und Übernahmen von Definitionen aus der Wikipedia.

## Bücher
- Quantenwirtschaft: Was kommt nach der Digitalisierung?, Econ, Düsseldorf 2019, ISBN 978-3-430-20272-5.
  - (en) The Quantum Economy. Saving the Mensch with Humanistic Capitalism, Econ, Düsseldorf 2020, ISBN 978-3-430-21050-8.
  - (fr) L'économie quantique. (Re)construire le monde de demain grâce au capitalisme humaniste, Alisio, Paris 2021, ISBN 978-2-37935-146-4.
  - (no): Kvanteøkonomien – humanistisk kapitalisme – menneskehetens redning, Hegnar media, 2022, ISBN 978-82-7146-404-2.
  - (zh): 量子经济: 如何开启后数字化时代, Machinery Industry Press, Peking 2022, ISBN 978-7-111-66531-1.
  - (ko): 양자경제: 양자적 관점으로 해석하는 인공지능, 팬데믹, 기후위기 이후의 세상 / 앤더스 인셋 지음 ; 배명자 옮김, 2022, ISBN 978-89-65964-964.
- Wildes Wissen – Klarer denken als die Revolution erlaubt, Campus Verlag, Frankfurt am Main 2019, ISBN 978-3-593442402.[44]
  - (en) Wild Knowledge: Outthink the Revolution, LID Publishing, 2017, ISBN 978-1-911498-23-0.
- Das infizierte Denken: Warum wir uns von alten Selbstverständlichkeiten verabschieden müssen, Econ, Düsseldorf 2021, ISBN 978-3430210546.
- Wikinger Kodex – Warum Norweger so erfolgreich sind: Was wir von einer Leistungskultur lernen können, die klar in Werten verwurzelt ist. Ullstein, 2024, ISBN 978-3-8437-3159-1.